# Тринадцять днів (фільм)
Тринадцать днів (англ. Thirteen Days) — американський історичний фільм-драма режисера Роджера Дональдсона, знятий у 2000 році. Фільм ґрунтується на реальних подіях, які відбувалися під час Карибської кризи у 1962 році. Заснований на однойменній книзі Роберта Кеннеді, який брав безпосередню участь у подіях, а також на магнітофонних записах, зроблених під час нарад в Білому Домі в дні кризи.

## Актори
- Кевін Костнер — Кеннет О'Доннел (Кенні)
- Брюс Грінвуд — Президент США Джон Фіцджеральд Кеннеді
- Стефані Романов — Перша леді Жаклін Кеннеді
- Стівен Калп — Генеральний прокурор США Роберт Кеннеді
- Дайлан Бейкер — Міністр оборони США Роберт Макнамара
- Люсінда Дженні — Дружина Кенні
- Майкл Феірман — посол США в ООН Едлай Стівенсон
- Білл Смітровіч — Голова Об'єднаного комітету начальників штабів США Максвелл Д.Тейлор
- Френк Вуд — радник національної безпеки Макгрегор Банді
- Ед Лотер — заступник директора ЦРУ Маршал Картер
- Кевін Конвей — Начальник штабу ВПС США Куртіс ЛіМей
- Тім Келлегер — Тед Соренсен
- Лен Каріу — Дін Ачесон
- Чіп Естен — пілот Рудольф Андерсон
- Олек Крупа — Міністр закордонних справ СРСР Андрій Громико
- Елія Баскін — посол СССР в США Анатолій Добринін
- Джек Макгі — Річард Джозеф Дейлі
- Том Еверетт — Вальтер Шерідан
- Олег Видов — Валеріан Зорін
- Алекс Відов — Оператор #3
- Генрі Строзієр — Державний секретар США Дін Раск
- Вальтер Адріан — Віце-президент США Ліндон Джонсон
- Крістофер Лоуфорд — Вільям Екер
- Медісон Месон — Джордж Велен Андерсон (молодший)
- Келлі Коннелл — Прес-секретар П'єр Селінджер
- Пітер Вайт — Директор ЦРУ Джон Маккон
- Борис Крутоног — Олександр Феклісов

## Нагороди і номінації
- 2000, Las Vegas Film Critics Society Awards: номінувався на Sierra Award / Best Editing
- 2001, Political Film Society, USA: PFS Award / Peace; номінувався на PFS Award / Expose
- 2001, Satellite Awards: Golden Satellite Award / Best Film Editing, Best Performance by an Actor in а Supporting Role, Drama; номінувався на Golden Satellite Award / Best Screenplay, Adapted
- 2001, Broadcast Film Critics Association Awards: номінувався на Critics Choice Award / Best Picture
- 2001, DVD Exclusive Awards: номінувався на Video Premiere Award / Best Overall New Extra Features, New Release
- 2001, Harry Awards: номінувався на Harry Award
- 2001, Hollywood Makeup Artist and Hair Stylist Guild Awards: номінувався на Hollywood Makeup Artist and Hair Stylist Guild Award / Best Period Hair Styling — Feature unknown